# 5495 Rumyantsev
5495 Rumyantsev eller 1972 RY3 är en asteroid i huvudbältet som upptäcktes den 6 september 1972 av den sovjetisk-ryska astronomen Ljudmila Zjuravljova vid Krims astrofysiska observatorium på Krim. Den har fått sitt namn efter Nikolaj Rumjantsev.
Asteroiden har en diameter på ungefär 25 kilometer och den tillhör asteroidgruppen Cybele.